# Myrcia desertorum
Myrcia desertorum är en myrtenväxtart som först beskrevs av Otto Karl Berg, och fick sitt nu gällande namn av Nelson Jorge E. Silveira. Myrcia desertorum ingår i släktet Myrcia och familjen myrtenväxter. Inga underarter finns listade i Catalogue of Life.